# Елайза
„Елайза“ е германско трио от Берлин.
Името на триото е базирано на името на неговата фронтдама Елжбета Щайнмец. Избрани са да представят Германия на „Евровизия 2014“, която ще се състои в датската столица Копенхаген.

## История
Елжбета Щайнмец е родена през 1992 година в Украйна. Нейните родители са музиканти. На осемгодишна възраст, след смъртта на украинския си баща, се премества в Полша заедно с майка си (полякиня). Осем години по-късно се премества в Заарланд и скоро отива в Берлин, където започва работа във „Валикон Студиос“. Още преди дипломирането си през 2011 година постъпва на първата си работа – като певица и автор на песни.
Запознава се с акордеонистката Ивон Грюнвалд в местно звукозаписно студио. Ивон идва в Берлин от Саксония-Анхалт, за да учи музика. Заедно с Елжбета откриват снимка на контрабасистката от Източна Фризия Натали Пльогер и инструмента ѝ на едно табло; не след дълго тя се присъединява към тях двете и така през 2013 година се сформира групата „Елайза“.
През март 2013 година е продуциран LP албумът им „March 28“ (в „Емил-Берлинер-Студиос“). Името му носи датата, на която е записан. Оттогава триото работи върху дебютния си албум.
Отново през 2013 година печелят награда на реномирания фестивал „Жени на света“ (Women of the World). През 2014 година излиза сингълът им Is It Right/Fight Against Myself.

## „Евровизия“
Групата участва в германската селекция именно с „Is It Right“. Любопитен факт е, че групата продължава напред благодарение на т.нар. „уайлд кард“, получен в конкуренция с други деветима изпълнители.
Излизат на „Евровизия 2014“ директно на финала на конкурса, тъй като Германия е част от „Големите пет“.